# Ruční řezačka na textilie
Ruční řezačka na textilie je používána zejména tam, kde je třeba přesných, zároveň však rychlých řezů a přířezů textilních materiálů a jiných profilem shodných materiálů. Rozlišují se dva základní typy: ruční kotoučová řezačka a ruční vibrační řezačka. 

## Ruční kotoučová řezačka

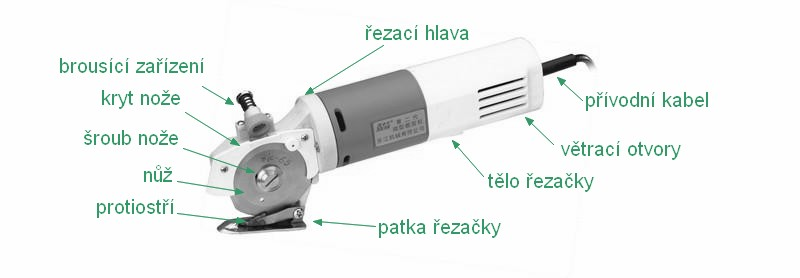
Ruční kotoučová řezačka

Tato řezačka je vybavena kotoučovým nožem, který zajišťuje řez svým otáčením. V této kategorii řezaček je využito většinou řezu nože proti protiostří. Nůž je tedy jednostranně broušený. Kotoučový nůž může být kulatý i vícehranný. V této kategorii řezaček je řezná síla, která vychází z otáček elektrického motoru, přenášena na nůž přes soukolí, které mění vstupní otáčky motoru na otáčky nižší, vhodnější pro řez těchto materiálů. Ze soukolí je síla přenášena přímo na kotoučový nůž. Řezačky jsou zpravidla vybaveny brousícím zařízením, jež umožní snadné nabroušení nože, dle potřeby. Pouze nabroušený nůž zajistí kvalitní řez. Pokud již nůž nedosedne vlivem opotřebení na protiostří, je třeba nůž vyměnit za nový. V této kategorii jsou řezačky zpravidla vybaveny spínačem, který je za běhu řezačky nutné stále držet. Dále je řezačka vybavena krytem nože.
Tato řezačka splňuje požadavky na bezpečnou, zároveň však efektivní práci. Její konstrukce a vlastní princip řezu umožňuje řez více vrstev na sebe položených látek a jiných materiálů (až více než 2 cm). V této kategorii řezaček bývá tělo řezačky vyrobeno ze speciálního plastového materiálu. Řezačky jsou tak poměrně lehké, zároveň jsou však schopny odolat i méně šetrnému zacházení, které je v průmyslových provozech běžné. Tato řezačka je vybavena tzv. patkou řezačky, která bývá zpravidla pevně přichycená k řezací hlavě. Touto patkou je pohybováno kluzným způsobem po desce stolu, na které leží řezaný materiál.

## Ruční vibrační řezačka

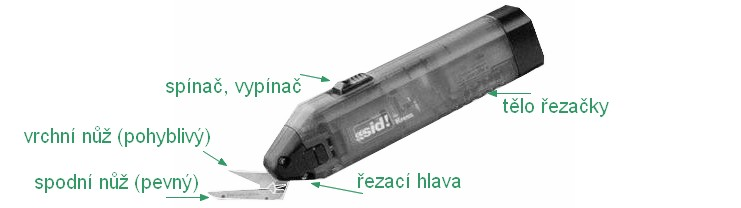
Ruční vibrační řezačka

Tato řezačka je vybavena zpravidla nožem nůžkového typu. Řez je zajištěný vibracemi, kmitáním vrchního ostří proti ostří spodnímu, které bývá pevné (pevně spojeno s řezací hlavou). Tato řezačka je určena pro precizní a velice přesné střihy. Avšak je limitována zdvihem vibrujícího ostří a výkonem motoru. Nedokáže tak konkurovat kotoučové řezačce ve výšce řezu (počet najednou řezaných, stříhaných vrstev), což ji do jisté míry limituje. Tělo této řezačky bývá také vyrobeno z plastické hmoty. Vzhledem k velikosti vlastní řezačky však vyžaduje opatrnější zacházení. Motorová část je u některých typů napájena z akumulátorů (uvnitř těla) a dobíjena pomocí nabíječky. U některých je však umožněno napájení i z běžné sítě 230 V.
Rotační pohyb motoru je přenášen na nůž pomocí speciálního vačkového převodu. I tato řezačka je vybavena bezpečnostním spínačem (vypne řezačku po uvolnění spínače). Řezačka tohoto typu není zpravidla vybavena kluznou patkou řezačky. Po desce stolu je pohybováno spodní stranou spodního nože.

## Další informace
Pro tento typ přístroje je nutné provádět pravidelnou revizi, jedná se o elektrické nářadí a takto je nutné k němu přistupovat. Pravidelnou údržbou se výrazně prodlouží životnost řezačky. Některé pojmy:
- Příkon: elektrický příkon resp. spotřeba řezačky za chodu
- Typ nože: určuje typ použitého nože (např. kulatý či vícehranný – šestihranný, sedmihranný, desetihranný)
- Rozměry nože: např. 100 × 30 × 1 mm, tzn. průměr nože 100 mm, vnitřní otvor nože 30 mm, tloušťka nože 1 mm (každé značce a typu řezačky odpovídá konkrétní typ nože)
- Hmotnost: hmotnost řezačky bez zapojeného přívodu el. energie (ten má hmotnost rozdílnou dle délky kabelu)
- Výška řezu: maximální možná výška řezu resp. počet vrstev, který je možno řezačkou uříznout najednou (jedním tahem řezačky)